# جف استل
جف استل (به انگلیسی: Jeff Astle) زادهٔ ۱۳ مه ۱۹۴۲ بازیکن فوتبال اهل انگلستان که سابقهٔ بازی در تیم ملی فوتبال انگلستان را در کارنامهٔ خود دارد. وی در تاریخ ۷ مه ۱۹۶۹ نخستین بازی ملی خود را در مقابل تیم ملی فوتبال ولز انجام داد و با حضور در ۵ بازی ملی، در تاریخ ۱۱ ژوئن ۱۹۷۰ واپسین بازی ملی‌اش را در برابر تیم ملی فوتبال چکسلواکی برگزار کرد.